# Липно (Ліштяни)
Ліпно (чеськ. Lipno) — велике село, що входить до складу муніципалітету Ліштяни в окрузі Пльзень-Север . Розташоване близько 3 км на південь від Ліштян. Тут зареєстровано 416 адрес.  У 2011 році тут постійно проживало 35 жителів. 
Ліпно розташоване на кадастровій території Ліпно у Гунчіце площею 6,18 км²  і Тєходєли площею 2,09 км².  Пісек також знаходиться на кадастровій території Ліпно у Гунчіце.

## Історія
Перша письмова згадка про село походить з  1316 року . 

## Пам'ятки
- Статуя Святої Варвари

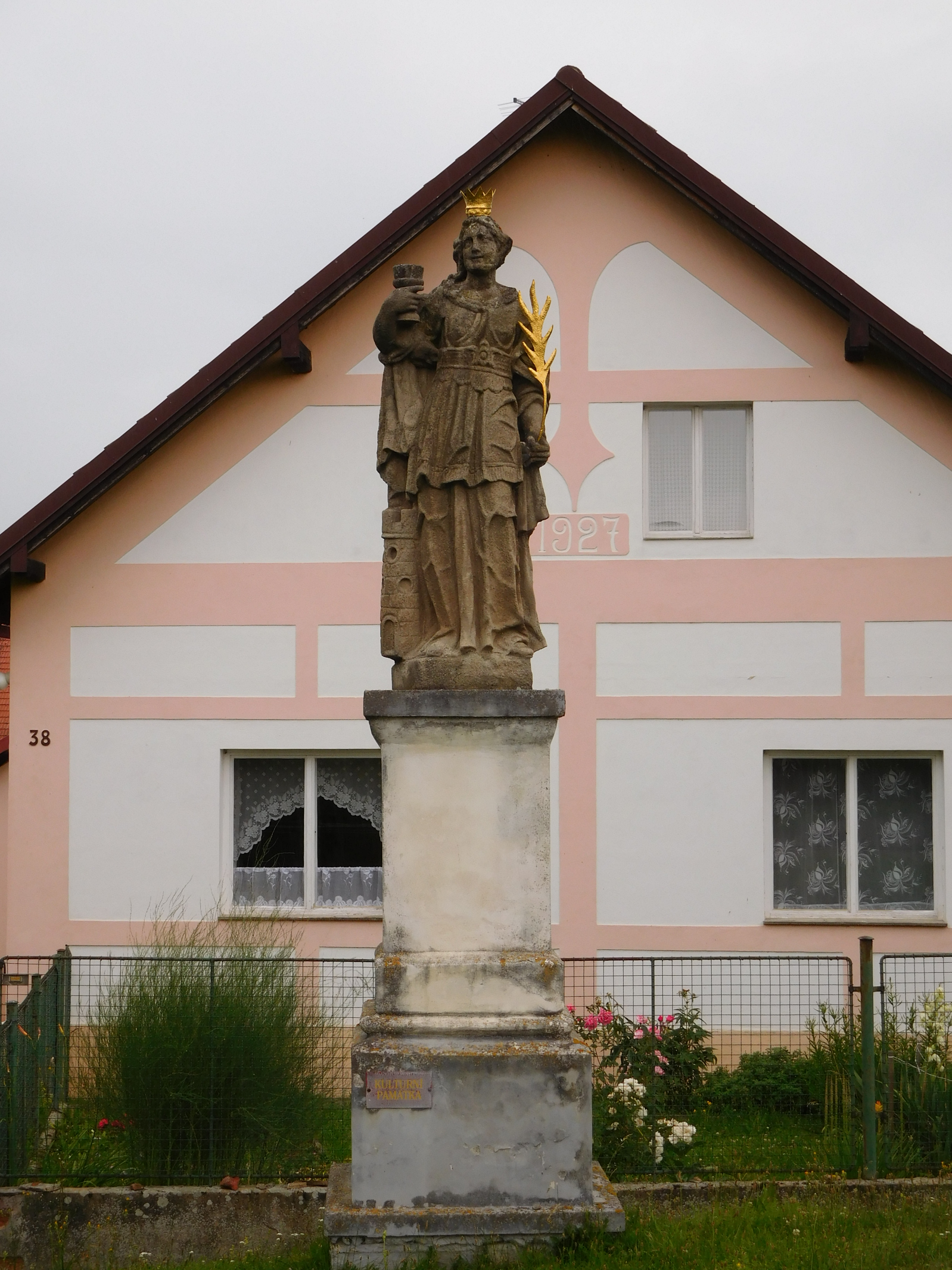
Статуя св. Барбара

- Над лівим берегом водосховища Грахолус розташоване городище Старе Липно з с Доба пізньої бронзи і раннє середньовіччя . [7]

## Додаткові посилання
- Katastrální mapa katastru Těchoděly na webu ČÚZK
- Katastrální mapa katastru Lipno u Hunčic na webu ČÚZK